# 廖正亮
廖正亮（1943年—2009年），汉族，中华人民共和国政治人物、第十一届全国政协委员。

## 生平
廖正亮早年就讀大埔官立小學、伊利沙伯中學及葛量洪教育學院。畢業後在屯門良田村天主教明德學校當了10年教師，直至1973年起從商。他於1974年擔任上水村村長，1976年出任上水區鄉事委員會副主席，1980年改任主席。後來於1982年被選為新界鄉議局副主席，至1995年卸任。香港回歸前，他是籌委會委員及區事顧問。生前担任乡城（香港）有限公司董事长。2008年，当选第十一届全国政协委员，代表特邀香港人士，分入第五十三组。